# 云南兜跳蛛
云南兜跳蛛（学名：Ptocasius yunnanensis）为跳蛛科兜跳蛛属的动物。在中国大陆，分布于云南等地。该物种的模式产地在云南。其种加词 yunnanensis 意为“云南的”。